# Daniel Adler
Daniel Adler, född den 16 april 1958 i Rio de Janeiro, är en brasiliansk seglare.
Han tog OS-silver i soling i samband med de olympiska seglingstävlingarna 1984 i Los Angeles.